# Modeste et Pompon
Pour les articles homonymes, voir Modeste et Pompon.
Modeste et Pompon est une série de bande dessinée, dessinée par André Franquin dans le journal de Tintin. Des scénaristes tels que René Goscinny, Greg et Peyo y contribuèrent également.  Après le départ d'André Franquin du journal de Tintin, cette série est d'abord reprise par Dino Attanasio, sur des scénarios de Lucien Meys. La série Modeste et Pompon est ensuite reprise à tour de rôle par Mittéï et Christian Godard, Griffo et Michel Noirret, Bertrand Dupont ainsi que Walli et Bom.

## Historique
La série est créée en 1955 par Franquin, qui vient tout juste de quitter les éditions Dupuis à la suite d'un conflit l'opposant à l'éditeur. Ce dernier finit par le réintégrer, mais Franquin a déjà proposé une nouvelle série au journal Tintin et n'a pas le cœur à faire marche arrière. Il doit donc mener de front les séries qu'il anime chez Dupuis en même temps que Modeste et Pompon. Afin de se soulager de la surcharge de travail que cela représente, il fait souvent appel à des scénaristes, tels que René Goscinny et Michel Greg. On peut d'ailleurs observer des similitudes entre certains gags de Modeste et Pompon et l'autre série de ce dernier, Achille Talon. La série est entièrement improvisée (André Franquin trouve le nom de Modeste en jetant un œil au calendrier) et sera toujours vécue comme une contrainte par son créateur, au point que le rédacteur en chef de Tintin le laisse abandonner la série en 1959 bien que son contrat le lie pour 5 ans. Il assure tout de même la formation de son successeur, Dino Attanasio.

## Chronologie
- octobre 1955 : André Franquin ;
- août 1959 : Dino Attanasio et Lucien Meys ;
- décembre 1968 : Mittéï et Christian Godard ;
- mars 1975 : Griffo et Michel Noirret ;
- février 1976 : Bertrand Dupont ;
- juin 1980 : Walli et Bom.

Le no 17 (502) de la 40e année du journal de Tintin (édition française) du 23 avril 1985 célèbre les trente ans de Modeste et Pompon avec cinq histoires complètes ainsi que la réédition des premières planches de Modeste et Pompon des six dessinateurs.
Les Productions Walibi éditent un album de bande dessinée Modeste et Pompon en 1984. Bom est le scénariste et Walli est le dessinateur de La Mémoire volatile - une histoire de Modeste et Pompon à Walibi.

## Personnages principaux

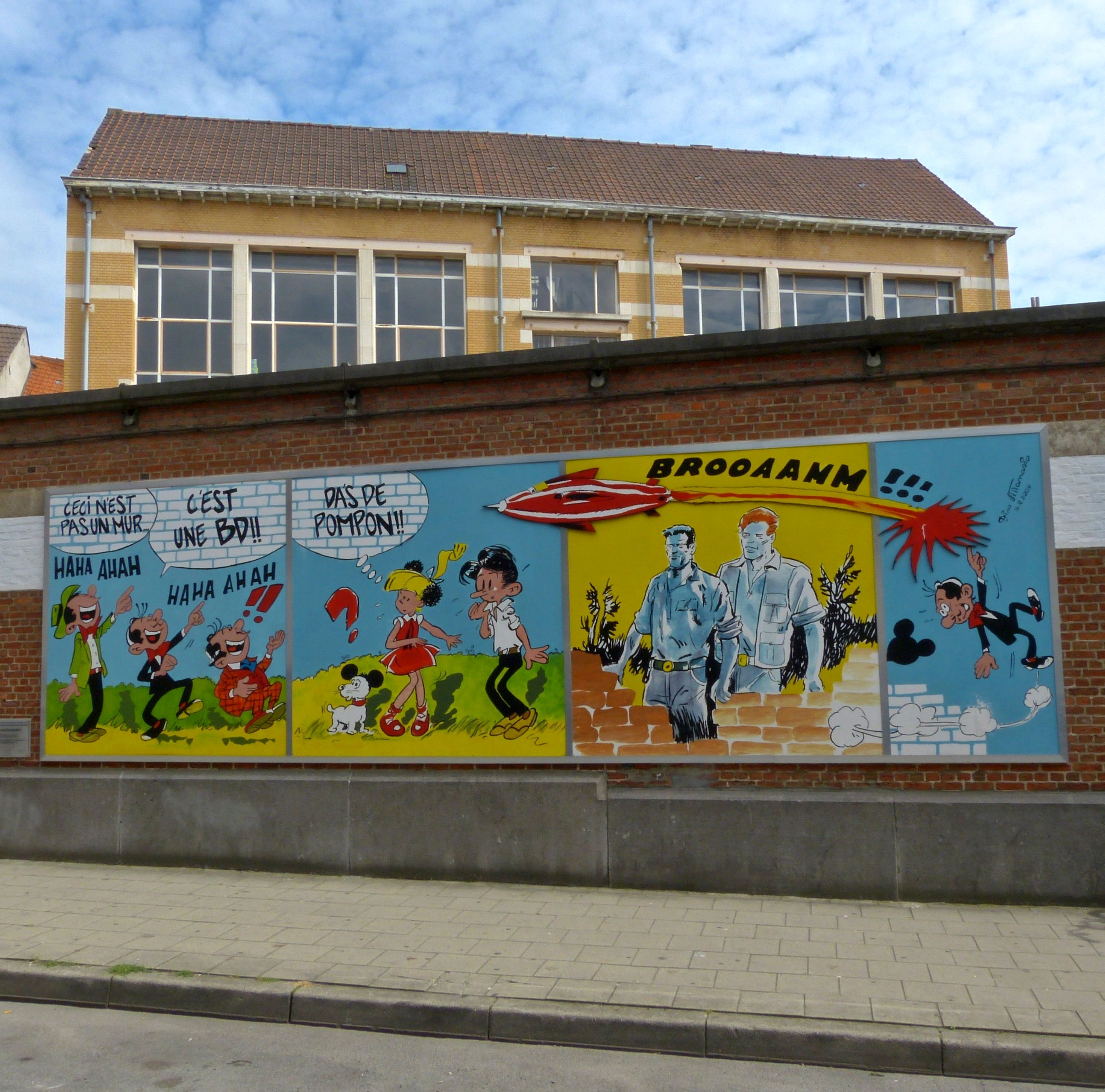
À gauche, Félix habillé de son costume vert avec Signor Spaghetti en habit noir, puis Modeste en chemise blanche, avec Pompon en robe rouge. Peinture murale à Bruxelles.

- Modeste, jeune fantasque et un brin fier de lui. Il est paisible (bien qu'il lui arrive de piquer des grosses colères), amoureux de la nature, bricoleur et maladroit[3].
- Pompon, sa relation avec Modeste n'est pas très claire, bien qu'ils soient explicitement montrés comme un couple dans certains albums postérieurs à ceux de Franquin. Elle est coquette, gentille (mais pique occasionnellement de grosses colères), prévenante et possède un physique d'adolescente.
- Félix, ami inventif, démarcheur et gaffeur, s'incruste souvent chez Modeste. Comme représentant de commerce, il cherche à lui vendre des objets farfelus, bien que parfois en avance sur leur temps (notamment la « quickdialomatic », télécommande avant l'heure), ce qui rend leurs relations tendues.
- Les trois neveux de Félix — initialement quatre — (dont l'un se prénomme Dédé), qui habitent la plupart du temps chez Modeste.
- Monsieur Ducrin, voisin ronchonneur (la rumeur veut qu'il soit le cousin de Joseph Boulier, son sosie comptable de la série Gaston Lagaffe ; ils exercent d'ailleurs des professions semblables, Ducrin travaillant aux impôts). Ducrin fut créé et animé par Greg.
- Monsieur Dubruit, autre voisin plus gentil mais casse-pieds, dont les enfants sont insupportables. Il fut créé et animé par Goscinny mais quittera très vite la série, Goscinny s'étant rendu compte que Franquin préférait nettement Ducrin à Dubruit.

## Liste des albums
- 1958 : 1 - 60 gags de Modeste et Pompon (Éditions du Lombard)
- 1959 : 2 - Bonjour Modeste (Le Lombard)
- 1964 : Ha!Ha!Ha!Ha!Ha! (Éditions Dargaud)
- 1973 : 3 - Tout plein de gags (Le Lombard)
- 1975 : Modeste et Pompon (Jacques Glénat Éditeur)
- 1981 : R1 - Modeste et Pompon (Magic Strip)
- 1981 : R2 - Modeste et Pompon (Magic Strip)
- 1983 : R3 - Modeste et Pompon (Magic Strip)
- 1983 : R4 - Modeste et Pompon (Magic Strip)
- 1987 : Modeste et Pompon (Éditions Rombaldi)
- 1989 : R1 - Sois bien calme, Modeste (Éditions Himalaya)
- 1989 : R2 - Non, je ne m'énerve pas (Éditions Himalaya)
- 1990 : R3 - Souris, Pompon (Éditions Himalaya)
- 1990 : R4 - Tais-toi, Modeste ! (Éditions Himalaya)
- 1991 : R5 - T'en fais pas, Modeste ! (Éditions Himalaya)
- 1991 : R6 - Pas de panique, Pompon ! (Éditions Himalaya)
- 1992 : R7 - Ça suffit, Modeste ! (Éditions Himalaya)
- 1992 : R8 - Mais enfin, Modeste ! (Éditions Himalaya)
- 1996 : Les Classiques du rire 1955 : Modeste et Pompon (Le Lombard)
- 2006 : 60 aventures de Modeste et Pompon - Collection Millésimes, 60 ans du Lombard (Le Lombard)

## Le cadre
Le cadre est typique des années 1950 en ce qui concerne le mobilier, les tenues vestimentaires et l'ambiance bon enfant. Les personnages habitent tous en pavillon, ce qui permet de mettre en scène aisément des petits troubles de voisinage.
Les gags mettent souvent en scène Félix, représentant d'un article farfelu qu'il cherche à vendre à Modeste. Les voisins Ducrin et Dubruit, l'oncle Symphorien et son coq Jules, de même que le bébé de la cousine Améthyste, dont Modeste a la garde temporaire, sont aussi des acteurs importants dans la série telle que créée par André Franquin. Les repreneurs (Dino Attanasio et Lucien Meys, Mittéi et Christian Godard, Griffo et Michel Noirret ainsi que Walli et Bom) choisiront d'autres pistes.

## Dessinateurs
La série est créée par André Franquin, grande figure des éditions Dupuis et de son magazine Spirou. Pourtant au milieu des années 1950, Franquin apprend que sa maison d'édition l'a floué. Il propose donc sa nouvelle série à la grande maison d'édition concurrente, Le Lombard, éditeur du magazine Tintin. Les choses s'arrangeant rapidement avec Dupuis, Franquin reste dans cette maison d'édition, mais tient parallèlement ses engagements auprès du Lombard.
Lorsque Griffo se présente au Lombard, il tombe à pic. Mittéï qui, après Attanasio, a repris les gags de Modeste et Pompon lancés en 1955 par Franquin, s’en va chez Spirou et on cherche un jeune dessinateur susceptible de lui succéder ! « J’ai tout de suite saisi l’occasion. Ce n’était pas vraiment le style de BD qui me plaisait, mais c’était l’opportunité d’entrer à Tintin, de me familiariser avec les contraintes du métier et de  me faire connaître des 7 à 77 ans. » En 1975, Griffo dessinait une planche par semaine de Modeste et Pompon, introduisant, parmi les personnages de la série, Anatole.